# Sickte
Sickte [zikˌtə] ist eine Gemeinde im Landkreis Wolfenbüttel (Niedersachsen). Sie ist eine Mitgliedsgemeinde und zugleich der Verwaltungssitz der Samtgemeinde Sickte.

## Geografie

### Geografische Lage
Das Gebiet der Gemeinde Sickte erstreckt sich im Bereich des Ostbraunschweigischen Hügellandes westlich vom Höhenzug Elm. Im Gemeindegebiet fließt der Bach Wabe, ein rechter Zufluss der Schunter. Höchster Punkt ist mit 135 m über NHN der Osterberg bei Volzum. Die Gemeinde ist namenstiftend für das Sickter Hügelland.

### Nachbargemeinden
Beginnend im Nordwesten im Uhrzeigersinn grenzen an Sickte die Stadt Braunschweig, die Gemeinden Cremlingen, Veltheim (Ohe), Erkerode, Evessen, Dettum sowie die Stadt Wolfenbüttel.

### Gemeindegliederung
Die Gemeinde Sickte besteht aus den Ortsteilen Apelnstedt, Hötzum, Sickte (1999 zusammengefügt aus den Ortsteilen Ober- und Niedersickte) und Volzum. Die Ortschaft Neuerkerode gehört zum Ortsteil Sickte.

#### Niedersickte
Nach und nach entwickelte sich aus Niedersickte ein Bauerndorf, dessen Höfe mitteldeutsche Dreiseit- und Hakenhöfe mit Hausformen des Erkeröder Haustyps sind.
Das Rittergut wurde 1638 durch Zusammenlegung mehrerer Höfe begründet. Heinrich Schrader, Kanzler Augusts d. J., hatte 1636 Land und Rechte erhalten und nutzte letztere so, dass die zur Fron gezwungenen Bauern den Aufstand probten. Das Herrenhaus ließ um 1710 der braunschweig-wolfenbüttelsche Geheimrat und spätere Kanzler Urban Dietrich von Lüdecke vom Landbaumeister Hermann Korb errichten. Nach mehrmaligem Besitzerwechsel kam es an die von Veltheim. Zuletzt wurde es als Vorwerk verwendet, bis es 1957 zum Teil aufgelöst und verkauft wurde. 1982 gründete sich ein Förderverein, der den Erhalt des schön proportionierten barocken Baus mit dem Rittersaal betrieb. Mit seinen charakteristischen Arkadenöffnungen zeigt er eine enge Verbindung von anspruchsvoller Gutsarchitektur mit traditionellen bäuerlichen Bauweisen und neueren europäischen Stilformen. Heute ist es Sitz der Samtgemeindeverwaltung.

#### Obersickte

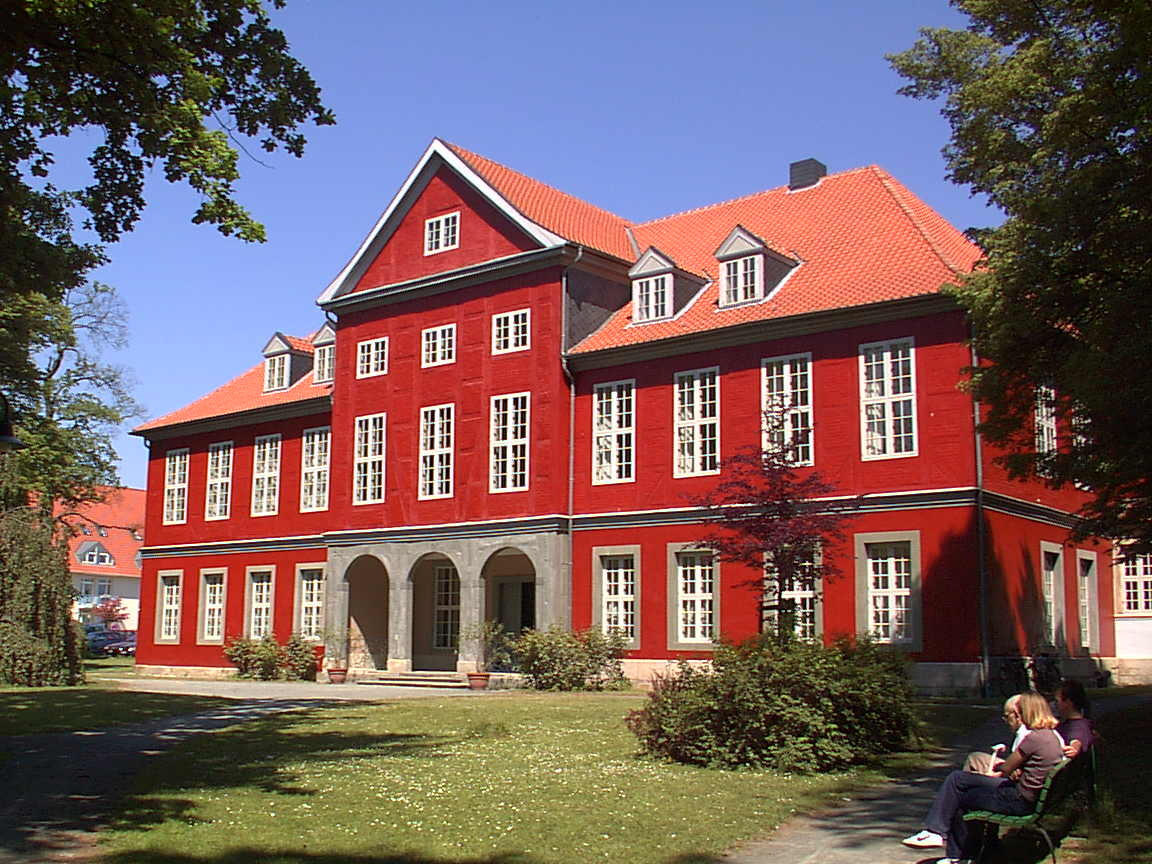
Herrenhaus Sickte in Niedersickte

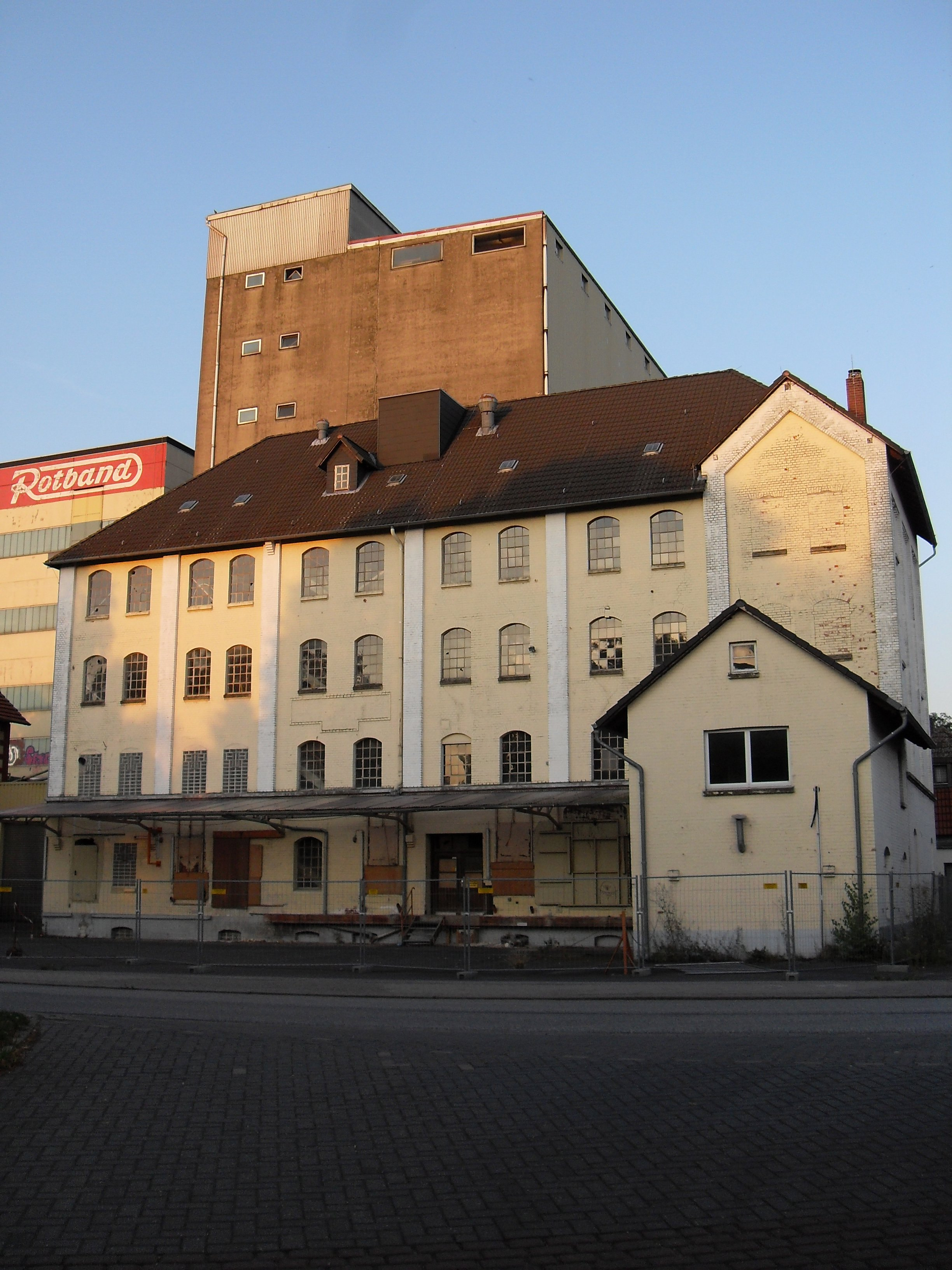
Stillgelegte und inzwischen abgerissene Getreidemühle im Ortskern von Sickte

Auch Obersickte hat sich stetig als Bauerndorf entwickelt, mit 210 Einwohnern im Jahre 1751. Die Kirche St. Petri besitzt einen gotischen Kirchturm rechteckiger Form mit einem Satteldach; daran schließt sich ein neueres Kirchenschiff. An der Straße nach Schöppenstedt befindet sich ein Bauernhaus mit einer im offenen Viereck um die Gebäude laufenden Galerie. Im Garten der Anlage befindet sich der Platz der sehr alten Gerichtslinde (der „Kalandslinde“). 1944 wurden sämtliche Gebäude des Hofes unter Denkmalschutz gestellt. Dazu gehören ein Wohnhaus des 19. Jahrhunderts, eine Scheune und zwei Stallgebäude mit fortlaufender Holzgalerie im Innenhof. Dieser Bauernhof ist im thüringisch-niedersächsischen Stil erbaut worden. Er wird auch als fränkischer Vierseithof bezeichnet und wird bereits 1566 im Erbregister erwähnt.

#### Neuerkerode
Ein ungewöhnliches Gemeinwesen im Landkreis Wolfenbüttel ist der östlich des Kernorts gelegene Ortsteil Neuerkerode. Das ganzes Dorf mit 2,49 km² für Menschen mit geistigen Behinderungen geht auf die 1868 gegründete „Idioten-Anstalt zu Erkerode“ zurück. Neben den Wohngruppen mit rund 840 Bewohnern (2014) unterhält die Evangelische Stiftung Neuerkerode eine Fachschule für Heilerziehungspfleger. Mit 920 Mitarbeitern ist die Stiftung der größte Arbeitgeber im Landkreis Wolfenbüttel. Einige Gebäude im heutigen Komplex Neuerkerode hatten vor der Gründung der „Neuerkeröder Anstalten“ eine andere Funktion als Wabehaus, Bergmannsche Papiermühle, Mädchenhaus auf dem Heerberge und Pfarrwitwenhaus.
Neuerkerode verfügt über einen alten Baumbestand und mit der Wabe einen Forellenbach, der den Ort durchquert.

## Geschichte
Vorgeschichtliche Spuren, die von der Anwesenheit von Menschen im Raum Sickte zeugen, stammen aus der Jungsteinzeit. Am südlichen Ortsrand von Niedersickte befanden sich Erdwerke aus der Zeit zwischen 4000 und 3700 v. Chr. Sie wurden im Jahr 2019 in einem Neubaugebiet entdeckt und archäologisch untersucht. Es handelte sich um ein Erdwerk mit einem Graben, das später mit einem zweiten Graben erweitert wurde. In unmittelbarer Nähe lag ein weiteres Erdwerk mit drei Gräben. Bei Ausgrabungen fanden sich in den Gräben größere Mengen an Schlachtabfällen, was auf Rinderhaltung deutet. Für  religiöse Handlungen sprechen zerbrochene Keramikgefäße, menschliche Schädel und Urgehörne, die in den Gräben lagen. Im Jahr 2024 wurde am Fundort eine Hinweistafel aufgestellt.
Bereits 888 findet sich eine Erwähnung dieses Ortes als Kikthi. Der Name gehört zur ältesten Namensschicht. Die Siedlung als solche könnte noch älter sein, denn an zwei Stellen sind Reste aus der jüngeren Steinzeit und Eisenzeit aufgedeckt wurden. 1042 schrieb man Sicudi, 1060 Xikthi und Xicthe, 1200 Tsikthe und 1264 Zickede, bis man 1315 die Teilung in Unter- und Ober-Tzicte vornahm. Beide Dörfer gehörten zur Vogtei Evessen. Die Gemarkung Sickte zeigt eine lange, schmale Streifenform mit Höhen von 82 bis 190 m.
Die Edelherren von Meinersen waren in beiden Orten begütert. Sie gaben um 1220 in Szikthe 3 Hufen und 1 Mühle als Lehen an Eckhard von Bodenstedt. 1343 gaben sie in Overen Tzichte 2 Hufen mit 1 zugehörigen Hof als Lehen an die Brüder Heinrich und Stephan und ihren Vetter Johannes Stevens, Bürger in Braunschweig, die das Gut dem Thomas-Hospital vor dem Petri-Tor in Braunschweig verkaufen.
Schon im 15. Jahrhundert bestand in Sickte eine Wassermühle, die 1453 erstmals urkundlich erwähnt wurde. Bis 2005 war an der Bahnhofsstraße eine Getreidemühle in Betrieb, die 2011 abgerissen wurde. Auf dem frei gewordenen Gelände ist ein weiteres Einkaufszentrum entstanden, das 2013 eröffnet wurde.

## Eingemeindungen
Am 1. März 1974 wurden die Gemeinden Apelnstedt, Hötzum, Niedersickte, Obersickte und Volzum in die neue Gemeinde Sickte eingegliedert.

## Politik

### Gemeinderat
Aufgrund der Kommunalwahlen vom 12. September 2021 verteilen sich die Sitze im Gemeinderat Sickte wie folgt:
- CDU: 8
- SPD: 5
- Grüne: 4
- FDP: 1
- Parteilos: 1

CDU und FDP bilden eine Gruppe im Gemeinderat. Gruppensprecher ist Kai Jacobs (CDU).

2021 - 2026
| Gemeinderat 2021Insgesamt 19 Sitze - SPD: 5 - Grüne: 4 - Unabh.: 1 - FDP: 1 - CDU: 8 Unabh.: EB Ernst Grieshaber | Gemeinderatswahl 2021Wahlbeteiligung: 58,34 % 50403020100 41,81 %26,57 %19,47 %8,57 %3,58 % CDUSPDGrüneFDPUnabh.eAnmerkungen:e Einzelbewerber Ernst Grieshaber |

### Bürgermeister
Ingo Geisler (CDU) aus Apelnstedt ist seit 15. April 2020 Bürgermeister der Gemeinde Sickte. Stellvertretende Bürgermeister sind Manfred Bormann (CDU) aus Sickte und Klaus-Dieter Arndt (SPD) aus Apelnstedt.

### Gemeindedirektor
Marco Kelb ist seit 15. April 2020 Gemeindedirektor. Stellvertretende Gemeindedirektorin ist seit 15. April 2020 Andrea Schubath.

### Wappen
Auf dem Wappen sind ein Richtschwert und ein Lindenblatt zu erkennen: das geneigte Lindenblatt berichtet von der morschen, 1941 gefallenen Kalandslinde unter der jahrhundertelang Recht gesprochen worden war. Daran erinnert auch das Richtschwert.

### Flagge
Die Gemeinde führt keine Flagge.

### Dienstsiegel
Das Dienstsiegel enthält das Wappen und die Umschrift „Gemeinde Sickte, Landkreis Wolfenbüttel“.

## Persönlichkeiten
Der Beamte und Politiker Wilhelm Erdmann Florian von Thielau wurde in Niedersickte geboren, ebenso der Deutsche-Bank-Vorstand und Politiker Ludwig Roland-Lücke (1855–1917).
Der Schriftsteller Julius Hundeiker (1784–1854) war Pastor in Apelnstedt und Volzum, als er seine Romane schrieb. Der Arzt Julius Bockemüller lebte und praktizierte in Sickte. Er wurde vom Volksgerichtshof verurteilt und 1943 hingerichtet. Nach ihm wurde der Dr.-Bockemüller-Ring benannt. Im Ortsteil Apelnstedt lebte und arbeitete der Künstler Karl Schaper (1920–2008).